# Acceptation des gros

Bronskvinnorna (femme de bronze), sculpture de Marianne Lindberg De Geer illustrant la pression sociétale exercée sur les femmes quant à leur apparence physique.

L'acceptation des gros (en anglais : size acceptance ou fat acceptance) est un mouvement principalement américain visant à améliorer l'acceptation sociale des personnes en surpoids et obèses dans la société.

## Historique
Ce mouvement est né dans les années 1970 aux États-Unis, notamment par la création de la National Association to Advance Fat Acceptance (NAAFA).
En France, une initiative similaire voit le jour en 1989, lorsqu'est créée par la comédienne Anne Zamberlan, égérie des publicités Virgin Megastore, l'association pour les personnes en surpoids et obèses Allegro Fortissimo. Dans son ouvrage Coup de gueule contre la grossophobie, elle parle de la difficulté au quotidien des personnes à forte corpulence et pousse un cri d'alarme pour « tous ses frères et sœurs de misère ».
Différentes associations tentent d'alerter les pouvoirs publics et l'opinion sur la discrimination et la stigmatisation dont peuvent être victimes les personnes en surpoids et obèses au quotidien et les problèmes matériels qui leur sont spécifiques (accès à des lits et du matériel adapté dans les hôpitaux et dans les transports, restaurants et cinémas ; discrimination à l'embauche ; insultes…). Elles estiment notamment que la lutte contre l'obésité peut dépasser l'enjeu de santé publique et se traduire par une hostilité envers les personnes concernées, alimentant un sentiment de rejet social et une souffrance associée.

## Point de vue critique
L'avis exprimé par une majorité de médecins et ce qui ressort de tous les résultats d'études de santé est que l'obésité constitue un risque pour la santé, dans la mesure où un surpoids trop important constitue un état de fragilité sanitaire qui peut conduire au diabète, à l'hypertension, à des problèmes cardio-vasculaires et articulatoires et, plus généralement, à des pathologies mettant en danger la vie des personnes ou les handicapant au quotidien. De récentes études démontrent que l'obésité induit plus de risques pour la santé que la malnutrition, l'alcool, le tabac ou même un faible accès aux soins pour raisons économiques,,.
Cependant, en France et aux États-Unis, la pertinence des chiffres avancés et le bien-fondé, sur la durée, de la lutte contre l'obésité sont remises en cause par quelques professionnels de la santé, comme Paul Campos (en) dans le livre The Obesity Myth. Ces professionnels de santé affirment que les régimes amaigrissants se révèlent être des échecs à 95 % sur le long terme[réf. nécessaire]. Certaines études ont montré en effet qu'après plusieurs types d'intervention, au bout de 5 ans 64 % des personnes avaient repris tout le poids perdu initialement et seulement 5 % des personnes avaient maintenu leur perte de poids. Des régimes trop restrictifs ou déséquilibrés sont décriés car sans efficacité notable sur le poids et parce qu'ils ont été à l'origine de complications graves et de quelques décès médicalement documentés. Des études ont montré que des programmes de réduction pondérale ont pu entraîner une réduction pondérale très modeste au bout de 7 et 11 ans, pas d'amélioration de l'espérance de vie chez les obèses en bonne santé, une faible augmentation de l'espérance de vie chez des obèses présentant des comorbidités, mais uniquement chez les femmes. Les pertes de poids durables et importantes sont rares. Par ailleurs, la répétition de régimes hypocaloriques a été mise en cause dans la fluctuation pondérale associée à une élévation de la mortalité globale et coronarienne.
En France, certains médecins et nutritionnistes sont regroupés au sein de l'association G.R.O.S. (Groupe de réflexion sur l’obésité et le surpoids).
La délimitation entre l'idée d'acceptation des rondeurs et la revendication de l'obésité constitue un enjeu majeur : affirmer sans nuance qu'il « est bien d'être gros » n'est en effet pas forcément souhaitable, cela constituant un risque d'encouragement au surpoids ou une perte de vigilance par rapport aux maladies favorisées par l'obésité et mettant la vie des personnes en danger.
A contrario, les personnes qui militent pour l'acceptation des personnes en surpoids affirment que les bénéfices de la perte de poids ne sont pas scientifiquement prouvés et considèrent que, pour ce qui concerne cette question du poids, la science est mise au service d'une volonté de contrôler une déviance, de faire disparaître un phénomène qu'une partie de la société juge dérangeant,.